# Santo Adriano
Santo Adriano är en kommun i Spanien. Den ligger i den autonoma regionen Asturien i norra delen av landet, 400 km nordväst om huvudstaden Madrid. Antalet invånare är 289 (2024).  Arean är 22,60 kvadratkilometer. Santo Adriano gränsar till Grado, Oviedo, La Ribera, Morcín, Quirós och Proaza. 